# 霍斯特·伯恩哈特
霍斯特·伯恩哈特（德語：Horst Bernhardt，1951年1月26日—2021年10月18日），德国男子雪车运动员。他曾代表东德参加国际雪车联合会世界锦标赛，获得一枚金牌。他也曾参见1976年冬季奥林匹克运动会。